# Hermel, Syria
Hermel (tiếng Ả Rập: حرمل; cũng đánh vần Harmil) là một ngôi làng Syria nằm trong phó huyện Ayn Halaqim ở huyện Masyaf ở tỉnh Hama. Theo Cục Thống kê Trung ương Syria (CBS), Hermel có dân số 871 trong cuộc điều tra dân số năm 2004. Cư dân của nó chủ yếu là người Turkmen.